# Samsung Galaxy S6
Samsung Galaxy S6 (SM-G920, SM-G925, SM-G928) — смартфон шостого покоління лінійки Galaxy S, анонсований компанією Samsung Electronics 1 березня 2015 на MWC в Барселоні.
За словами самої компанії, вони створювали цей пристрій «з чистого аркуша». Ця модель відрізняється новим дизайном задньої панелі, виконаного із суцільнометалевого корпусу, дисплеєм незмінного розміру, 16-мегапіксельною основною камерою, модуль якої з апертурою f1.9, системою «розумної» оптичної стабілізації, інфрачервоним фокусуванням та підтримкою режиму Real-Time HDR, що дозволить робити відмінні фото навіть в умовах поганого освітлення, наявністю поліпшеного сканера відбитка пальця та датчика пульсу. Пило-та вологозахисту в Samsung Galaxy S6 немає.

## Технічні дані

### Апаратне забезпечення
Смартфон має 64-бітовий восьмиядерний процесор Exynos 7420, що виконаний за 14 нм процесом. Графічний прискорювач Mali-T760. Зазвичай Samsung випускає 2 версії свого флагмана — на чипі Exynos і Snapdragon. Компанія припускала, що випустить пристрої на новому чипсеті Snapdragon 810, але, на жаль, під час тестування Galaxy S6 дуже сильно нагрівався, тому Samsung вирішила не випускати апарати на цьому чипсеті, а лише на своєму. Оперативна пам'ять становить 3 ГБ. Апарат має 32, 64 або 128 ГБ постійної вбудованої пам'яті (версії на 16 ГБ не передбачено). слота для microSD немає. Акумулятор — 2550 мА · год з можливістю вбудованої бездротової зарядки. 
Так само, як і в попередніх флагманських моделях Samsung Galaxy — S III, S4 і S5 — в Galaxy S6 використовується дисплей, виконаний за новою технологією Quad HD Super AMOLED такого ж розміру, що й у попередника. Дисплей телефону має показники щільності пікселів 557 ppi (точок на дюйм).

### Програмне забезпечення
Операційна система Samsung Galaxy S6 є Android версія Android 5.0 Lollipop з істотно переробленим інтерфейсом від Samsung TouchWiz.